# Pardosa amkhasensis
Pardosa amkhasensis este o specie de păianjeni din genul Pardosa, familia Lycosidae, descrisă de Benoy Krishna Tikader și Malhotra, 1976. Conform Catalogue of Life specia Pardosa amkhasensis nu are subspecii cunoscute.